# Rupert Bruce-Mitford
Rupert Leo Scott Bruce-Mitford FBA FSA (14. juni 1914 - 10. marts 1994) var en britisk arkæolog og forsker. Han tilbragte størstedelen af sin karriere på British Museum, hovedsageligt som Keeper of the Department of British and Medieval Antiquities, og han er særligt kendt for sit arbejde med Sutton Hoo skibsbegravelsen. Han blev betragtet "spiritus rector" (ledeånd) for forskning på området, og han stod for et monumentalt trebindsværk kaldet The Sutton Hoo Ship-Burial, der af præsidenten fra Society of Antiquaries blev betegnet som "en af de bedste bøger i århundredet".
Selvom Bruce-Mitford blev født i London tilbragte han de første to årtier af sit liv uden for Storbritannien; hans bedsteforældre på moderens side var tidlige bosættere fra British Columbia, mens hans bedsteforældre på faderens siden var missionærer i Indien, mens hans forældre var skolelærere der var vendt tilbage fra Japan kort inden. Da Bruce-Mitford var fem år gammel døde hans far, der var kommet hjem fra Japan kort inden. Hans mor måtte således opfostre fire sønner alene, hvor Bruce-Mitford var den yngste, på en meget lille indkomst. Dette var uhyre vanskeligt og Bruce-Mitford var derfor i plejefamilie i en periode, efter hans mor havde haft et nedbrud. Han gik i grundskole med støtte fra familien og kom på charity school Christ's Hospital fem år senere, og i 1933 modtog han et Baring Scholarship i History så han kunne komme på Hertford College ved University of Oxford. University Appointments Board anbefalede ham som kurator på et museum og noterede at han "havde en exceptionel evne til forskning, en sfære hvor han kunne udføre fremragende".
Efter at have tilbragte et år som assisterende kurator på Ashmolean Museum, hvor han producerede "det første seriøse studie af middelalderlig keramik", blev Bruce-Mitford udnævnt til British Museum's Department of British and Medieval Antiquities i december 1937. Skibsbegravelsen ved Sutton Hoo blev udgravet i 1939, uger inden udbruddet på anden verdenskrig; Bruce-Mitford tilbragte 1940 til 1946 i Royal Corps of Signals, og vendte tilbage med en advarsel fra afdelingens museumsinspektør: "Du skal også være ansvarlig for Sutton Hoo. Forbered dig på denne opgave." Bruce-Mitford tilbragte en stor del af de næste fire årtier med at fokusere på dette emne, og udgav adskillige værker, studerede samtidige grave i Skandinavien (hvor han bl.a. udgrave skibsgrave i Sverige og lærte både dansk og svensk, og ledede endnu en udgravning ved Sutton Hoo fra 1965 til 1970.
Som en del af hans andre ogpaver udgravede han Mawgan Porth Dark Age Village, udgivet i de vigtige værker Lindisfarne Gospels og Codex Amiatinus, samt det posthume opus A Corpus of Late Celtic Hanging-Bowls, oversatte P.V. Globs bog Mosefolket til engelsk og stod for anskaffelsen af Lycurgus-bægeret og Courtenay Adrian Ilberts samling af tusindvis af ure, der blev betragtet som "den største samling af horologi i verden". Han grundlagde også Society for Medieval Archaeology, og fungerede som sekretær og senere vicepræsident for Society of Antiquaries. Efter han blev pensioneret fra British Museum i 1977 fungerede han som Slade Professor of Fine Art ved University of Cambridge, gæsteforelæser ved All Souls College på University of Oxford og slutteligt som Faculty Visitor på Department of English ved Australian National University.

## Publikationer
Mange af hans værket nedenfor er oplistet i Bruce-Mitford 1989b, der er et katalog over Bruce-Mitfords bibliotek fremstillet som en del af forberedelserne til salg. De første 156 punkter i kataloget er værker af eller om Bruce-Mitford; Bruce-Mitfords personlige kopi befinder sig på Columbia Universitys Avery Architectural and Fine Arts Library, og indeholder yderligere 14 værker der er tilføjet i hånden.

### Bøger
- Bruce-Mitford, Rupert (1947a). The Sutton Hoo Ship-Burial: A Provisional Guide. London: Trustees of the British Museum. OCLC 869758063.
- ——— (2. november 1951). The Society of Antiquaries of London: Notes on its History and Possessions. London: Society of Antiquaries of London. OCLC 1030053915.
- Kendrick, Thomas Downing; Brown, Thomas Julian; Bruce-Mitford, Rupert; Roosen-Runge, Heinz; Ross, Alan Strode Campbell; Stanley, Eric Gerald & Werner, Alfred Emil Anthony, red. (1956). Codex Lindisfarnensis. Vol. I. Olten: Urs Graf. OCLC 1440544.

- Kendrick, Thomas Downing; Brown, Thomas Julian; Bruce-Mitford, Rupert; Roosen-Runge, Heinz; Ross, Alan Strode Campbell; Stanley, Eric Gerald & Werner, Alfred Emil Anthony, red. (1960). Codex Lindisfarnensis. Vol. II. Olten: Urs Graf. OCLC 1440544.

- Bruce-Mitford, Rupert (1968). The Sutton Hoo Ship-Burial: A Handbook. London: Trustees of the British Museum. SBN 7141-1320-4.

- ——— (1972). The Sutton Hoo Ship-Burial: A Handbook (2nd udgave). London: Trustees of the British Museum. SBN 7141-1330-1.
- ——— (1979). The Sutton Hoo Ship-Burial: A Handbook (3rd udgave). London: British Museum Publications Ltd. ISBN 0-7141-1343-3.

- Glob, P. V. (1969). The Bog People: Iron Age man preserved. Oversat af Bruce-Mitford, Rupert. London: Faber and Faber.

- Published in United States as Glob, P. V. (1969). The Bog People: Iron Age man preserved. Oversat af Bruce-Mitford, Rupert. Ithaca: Cornell University Press.

- Bruce-Mitford, Rupert (1974a). Aspects of Anglo-Saxon Archaeology: Sutton Hoo and Other Discoveries. London: Victor Gollancz Limited. ISBN 0-575-01704-X.

- Published in the United States as ——— (1974a). Aspects of Anglo-Saxon Archaeology: Sutton Hoo and Other Discoveries. New York: Harper's Magazine Press. LCCN 73-13220. SBN 06-120480-3.

- ———, red. (1975). Recent Archaeological Excavations in Europe. London: Routledge & Kegan Paul. ISBN 0-7100-7963-X.
- ——— (1975). The Sutton Hoo Ship-Burial, Volume 1: Excavations, Background, the Ship, Dating and Inventory. London: British Museum Publications. ISBN 0-7141-1334-4.

- ——— (1978a). The Sutton Hoo Ship-Burial, Volume 2: Arms, Armour and Regalia. London: British Museum Publications. ISBN 0-7141-1335-2.
- ——— (1983a). The Sutton Hoo Ship-Burial, Volume 3: Late Roman and Byzantine silver, hanging-bowls, drinking vessels, cauldrons and other containers, textiles, the lyre, pottery bottle and other items. Vol. I. London: British Museum Publications. ISBN 0-7141-0529-5.
- ——— (1983b). The Sutton Hoo Ship-Burial, Volume 3: Late Roman and Byzantine silver, hanging-bowls, drinking vessels, cauldrons and other containers, textiles, the lyre, pottery bottle and other items. Vol. II. London: British Museum Publications. ISBN 0-7141-0530-9.

- ——— (1979). The Sutton Hoo Ship-Burial: Reflections after thirty years. University of York Medieval Monograph Series. Vol. 2. York: William Sessions. ISBN 0-900657-46-4.
- ——— (1997).  Taylor, Robin J. (red.). Mawgan Porth: A settlement of the late Saxon period on the north Cornish coast: Excavations 1949–52, 1954 and 1974. London: English Heritage. doi:10.5284/1028203. ISBN 978-1-848-02186-0.
- ——— & Raven, Sheila (2005). A Corpus of Late Celtic Hanging-Bowls with an Account of the Bowls Found in Scandinavia. Oxford: Oxford University Press. ISBN 978-0-19-813410-7.

### Artikler
- Bruce-Mitford, Rupert (juli 1938). "A Hoard of Neolithic Axes from Peaslake, Surrey". The Antiquaries Journal. Society of Antiquaries of London. XIII (3): 279-284. doi:10.1017/S0003581500094737. S2CID 164198113.

- Correction issued in "The Peaslake Hoard". The Antiquaries Journal. Society of Antiquaries of London. XIX (1): 94. januar 1939. doi:10.1017/S0003581500094907. S2CID 163195581. 

- ——— (juni 1939). "Two Medieval Pottery Vessels". The British Museum Quarterly. British Museum. XIII (2): 35-38. doi:10.2307/4422140. JSTOR 4422140.
- ——— (1939). "The Archaeology of the Site of the Bodleian Extension in Broad Street, Oxford" (PDF). Oxoniensia. Oxfordshire Architectural and Historical Society. IV: 89-146. ISSN 0308-5562.
- ——— (juli 1939). "Anglo-Saxon Brooch and Pot from Brixworth, Northants". The Antiquaries Journal. Society of Antiquaries of London. XIX (3): 325-326. doi:10.1017/S0003581500095081. S2CID 164096144.
- Skinner, F. G. & Bruce-Mitford, Rupert (januar 1940). "A Celtic Balance-beam of the Christian Period". The Antiquaries Journal. Society of Antiquaries of London. XX (1): 87-102. doi:10.1017/S0003581500045595. S2CID 162218406.
- Bruce-Mitford, Rupert (januar 1940a). "Medieval tripod pitchers". The Antiquaries Journal. Society of Antiquaries of London. XX (1): 103-112. doi:10.1017/S0003581500045613. S2CID 162835240.
- ——— (1940b). "The Excavations at Seacourt, Berks, 1939: an interim report" (PDF). Oxoniensia. Oxfordshire Architectural and Historical Society. V: 31-41. ISSN 0308-5562.
- ——— & Jope, E. M. (1940). "Eleventh and Twelfth Century Pottery from the Oxford Region" (PDF). Oxoniensia. Oxfordshire Architectural and Historical Society. V: 42-49. ISSN 0308-5562.
- ——— (september 1946). "Sutton Hoo Ship-Burial". East Anglian Magazine. 6 (1): 2-9, 43.
- Myres, J. N. L.; Hawkes, C. F. C.; Bruce-Mitford, Rupert; Hill, J. W. F. & Radford, C. A. Ralegh (1946). "The Archaeology of Lincolnshire and Lincoln: Anglian and Anglo-Danish Lincolnshire" (PDF). The Archaeological Journal. London: The Royal Archaeological Institute of Great Britain and Ireland. CIII: 85-101. doi:10.1080/00665983.1946.10853806.
- Bruce-Mitford, Rupert (januar 1947b). "Swedish Museums and the Public". The Museums Journal. London: The Museums Association. 46 (10): 188-194.
- ——— (juni 1947). "Anglo-American Museums Officers Visit to Finland (September–October, 1946)". The Museums Journal. London: The Museums Association. 47 (3): 41-51.
- ——— (1948). "Saxon Rendlesham: Some preliminary considerations" (PDF). Proceedings of the Suffolk Institute of Archaeology. Ipswich. XXIV (3): 228-251.

- Edited and republished in Bruce-Mitford 1974a, ch. 2

- ——— (1948). "Sutton Hoo och Sverige". Ord och Bild. 57: 97-104. Skabelon:Free access
- ——— (maj 1948). "Sutton Hoo and Sweden". The Archaeological News Letter. Linden Publicity. 1 (2): 5-7.
- Lindqvist, Sune (september 1948). Oversat af Bruce-Mitford, Rupert. "Sutton Hoo and Beowulf". Antiquity. XXII (87): 131-140. doi:10.1017/S0003598X00019669. S2CID 164075295.
- Bruce-Mitford, Rupert (oktober 1948). "Medieval Archaeology". The Archaeological News Letter. Linden Publicity. 1 (6): 1-4.
- ——— (november-december 1948). "The Sutton Hoo Ship-burial". The Norseman. VI (6): 394-400. OCLC 1760471.{{cite journal}}:  CS1-vedligeholdelse: Dato-format (link)
- ——— (1949). "The Sutton Hoo Ship-Burial: Recent theories and some comments on general interpretation" (PDF). Proceedings of the Suffolk Institute of Archaeology. Ipswich. XXV (1): 1-78.

- Summarised, with Bruce-Mitford's input, in Crawford, O. G. S. (marts 1952). "Sutton Hoo? a Summary". Antiquity. XXVI (101): 4-8. doi:10.1017/S0003598X00021232. S2CID 246041741. 
- Edited and republished in Bruce-Mitford 1974a, ch. 1

- Bruce-Mitford, Rupert (1950). "The Sutton Hoo Ship-Burial". Proceedings of the Royal Institution of Great Britain. The Royal Institution of Great Britain. XXXIV (III): 440-449.
- ——— & Hill, George Francis (januar-april 1950). "A note by Sir George Hill on the Sutton Hoo Treasure Trove Inquest". The Antiquaries Journal. Society of Antiquaries of London. XXX (1-2): 67-68. doi:10.1017/S0003581500088193. S2CID 163275205.{{cite journal}}:  CS1-vedligeholdelse: Dato-format (link)
- ——— (marts 1950). "The Problem of the Sutton Hoo Cenotaph". The Archaeological News Letter. Linden Publicity. 2 (10): 166-169.
- ——— (4. marts 1950). "The Sutton Hoo Ship-Burial". Nature. Nature Publishing Group. CLXV (4192): 339-341. Bibcode:1950Natur.165..339B. doi:10.1038/165339a0.
- ——— (april 1950). "The Sutton Hoo Ship-Burial: A New Chapter in Anglo-Swedish Relations". The Anglo-Swedish Review. London: The Swedish Chamber of Commerce for the United Kingdom: 69-72.
- ——— (oktober-november 1950). "3rd International Congress of Prehistoric and Protohistoric Sciences, Zurich, August 14th to 19th, 1950". The Archaeological News Letter. Linden Publicity. 3 (5): 78-79.{{cite journal}}:  CS1-vedligeholdelse: Dato-format (link)
- ——— (1951). "Anglo-Saxon Suffolk" (PDF). The Archaeological Journal. Royal Archaeological Institute. CVIII: 132-133.
- ——— (1951). "A Late-Medieval Chalk-Mine at Thetford" (PDF). Norfolk Archaeology. Norwich: Norfolk and Norwich Archæological Society. XXX (III): 220-222.
- ——— (januar-april 1951). "A Saxon jewelled circular brooch from Long Bennington, Lincs". The Antiquaries Journal. Society of Antiquaries of London. XXXI (1-2): 67-68. doi:10.1017/S0003581500058005. S2CID 163358427.{{cite journal}}:  CS1-vedligeholdelse: Dato-format (link)
- ——— (marts 1951). "The Sutton Hoo Ship-Burial". The American-Scandinavian Review. Princeton, New Jersey: The American-Scandinavian Foundation. XXXIX (1): 27-32.
- ——— (april 1951). "The Sutton Hoo Ship-Burial". Scientific American. 184 (4): 24-30. Bibcode:1951SciAm.184d..24B. doi:10.1038/scientificamerican0451-24. JSTOR 24945139. S2CID 45498190.
- ——— (1952). "An Anglo-Saxon Gold Pendant from High Wycombe, Bucks". The British Museum Quarterly. British Museum. XV: 72. doi:10.2307/4422266. JSTOR 4422266.
- ——— (1952). "The Castle Eden Vase". The British Museum Quarterly. British Museum. XV: 73. doi:10.2307/4422267. JSTOR 4422267.
- ——— (1952). "A Late Saxon Disk-Brooch and Sword Pommel". The British Museum Quarterly. British Museum. XV: 74-75. doi:10.2307/4422268. JSTOR 4422268.
- ——— (1952). "Other Dark-Age Acquisitions". The British Museum Quarterly. British Museum. XV: 75-76. doi:10.2307/4422395. JSTOR 4422269.
- ——— (1952). "A Medieval Polychrome Pottery Aquamanile from Stonar, Kent". The British Museum Quarterly. British Museum. XV: 80-81. doi:10.2307/4422275. JSTOR 4422275.
- ——— & King, William (1952). "Medieval Pottery, Tiles, and Glass". The British Museum Quarterly. British Museum. XV: 81-82. doi:10.2307/4422276. JSTOR 4422276.
- ——— (juni 1952). "A Late-Saxon Silver Disk-Brooch from the Isle of Ely". The British Museum Quarterly. British Museum. XVII (1): 15-16. doi:10.2307/4422367. JSTOR 4422367.
- ——— & Allan, John (juni 1952). "Sutton Hoo—A Rejoinder: With a Note on the Coins". Antiquity. XXVI (102): 76-82. doi:10.1017/S0003598X00023619. S2CID 163980192.
- ——— (december 1952). "The Fuller Brooch". The British Museum Quarterly. British Museum. XVII (4): 75-76. doi:10.2307/4422395. JSTOR 4422395.
- ——— (1952). "The Snape Boat-Grave" (PDF). Proceedings of the Suffolk Institute of Archaeology. Ipswich. XXVI (1): 1-26.

- Edited and republished in Bruce-Mitford 1974a, ch. 3

- ——— (1952-1953). "A Bronze Strap-end of c. A. D. 900 from Souldern, Oxon" (PDF). Oxoniensia. Oxfordshire Architectural and Historical Society. XVII-XVIII: 236. ISSN 0308-5562.{{cite journal}}:  CS1-vedligeholdelse: Dato-format (link)
- ——— (januar 1954). "A Late- or Sub-Roman Buckle-Plate from College Wood, near Winchester". The Antiquaries Journal. Society of Antiquaries of London. XXXIV (1-2): 75-76. doi:10.1017/S0003581500073224. S2CID 163239398.
- Tonnochy, A. B.; Brailsford, J. W.; Bruce-Mitford, Rupert & King, William (juni 1954). "British and Medieval Antiquities, 1753–1953". The British Museum Quarterly. British Museum. XIX (1): 18-27. doi:10.2307/4422462. JSTOR 4422462.
- Bruce-Mitford, Rupert (1955). "Gold and Silver Cloisonné Buckle from Wynaldum, Friesland". Verslag van het Fries Genootschap van Geschied-, Oudheid- en Taalkunde. Leeuwarden: Friesch Genootschap van Geschied-, Oudheid- en Taalkunde. 126: 16-17. OCLC 73136678.

- Edited and republished in Bruce-Mitford 1974a, s. 270–273

- ——— (1955). "Recent Studies of Late Saxon Metalwork". Transactions of the Lancashire and Cheshire Antiquarian Society. Manchester: Lancashire and Cheshire Antiquarian Society. LXV: 134-135.
- ——— (oktober 1955). "Edward Thurlow Leeds". Obituary. The Museums Journal. London: The Museums Association. 55 (7): 189-190.
- ——— (1956). "The Benty Grange Helmet". Annual Report for the Year Ending 31st March 1956. Sheffield: Sheffield City Museum. s. 13-15. OCLC 694999446.
- ——— (januar 1956). "National Museums and Local Material". The Museums Journal. London: The Museums Association. 55 (10): 251-258.
- ——— (juli 1957). "A Medieval Polychrome Jug from the City of London". The British Museum Quarterly. British Museum. XXI (2): 54-55. doi:10.2307/4422573. JSTOR 4422573.
- Andrew O'Dell, Andrew; Bruce-Mitford, Rupert; Stevenson, Robert B. K.; Plenderleith, Harold James & Brown, Thomas Julian (december 1959). "The St Ninian's Isle Silver Hoard". Antiquity. XXXIII (132): 257-268. doi:10.1017/S0003598X00027654. S2CID 163046639.
- Bruce-Mitford, Rupert (november 1960). "The Treasure of St. Ninian's". Scientific American. 203 (5): 154-166. Bibcode:1960SciAm.203e.154B. doi:10.1038/scientificamerican1160-154. JSTOR 24940701.
- ——— (juni 1961). "The Book of Kells Exhibition". Museums Journal. London: The Museums Association. 61 (1): 7-20.
- ——— (1963). "The Early Gospel-Book in the British Isles, with Special Reference to the Gospels of St. Chad". Annual Report. Llandaff, Wales: Friends of Llandaff Cathedral. 30: 16-19. OCLC 896111779.
- ——— (1964). "Excavations at Sutton Hoo in 1938" (PDF). Proceedings of the Suffolk Institute of Archaeology. Ipswich. XXX (1): 1-43.
- ——— (1964a). "A National Reference Collection of Medieval Pottery" (PDF). Medieval Archaeology. London: The Society for Medieval Archaeology. 8: 229-230. doi:10.5284/1000320.
- ——— (september 1964). "A Hiberno-Saxon Bronze Mounting from Markyate, Hertfordshire". Antiquity. XXXVIII (151): 219-220. doi:10.1017/S0003598X00105095.
- ——— (december 1964c). "National Reference Collection of Medieval Pottery". Antiquity. XXXVIII (152): 303-304. doi:10.1017/S0003598X00108270. S2CID 246047709.
- ——— (februar 1965). "Sutton Hoo and Sweden". The Anglo-Swedish Review. London: The Swedish Chamber of Commerce for the United Kingdom (1): 20-22.
- ——— (Summer 1965). "The Lindisfarne Gospels in the Middle Ages and Later". The British Museum Quarterly. British Museum. XXIX (3-4): 98-100. doi:10.2307/4422900. JSTOR 4422900.
- ——— (september 1966). "Archaeology: A National Museum Viewpoint". The Relationship of National and Provincial Museums. Museums Journal. London: The Museums Association. 66 (2): 99-106.
- ——— (1967). "A New Wooden Ship's Figure-Head Found in the Scheldt, at Moerzeke-Mariekerke". Miscellanea. Acta Archaeologica. XXXVIII: 199-209. ISSN 0065-101X.

- Edited and republished in Bruce-Mitford 1974a, ch. 6

- ——— (4. november 1967). "Sutton Hoo Revisited". Archaeological Section No 2277. Illustrated London News. No. 6692. London. s. 26-27.
- ——— (marts 1968). "Sutton Hoo". Gypsum Journal. London: The Gypsum Plasterboard Development Association (47): 11-14. OCLC 21731710.
- ——— (marts 1968). "Sutton Hoo Excavations, 1965–7". Antiquity. XLII (165): 36-39. doi:10.1017/S0003598X00033810. S2CID 163655331.

- Edited and republished in Bruce-Mitford 1974a, ch. 5

- ——— (december 1968). "Fresh observations on the Torslunda Plates". Frühmittelalterliche Studien. Münster. 2: 233-236. doi:10.1515/9783110242027.233. S2CID 185602132.

- Edited and republished in Bruce-Mitford 1974a, ch. 10

- ——— (1969). "The Art of the Codex Amiatinus: Jarrow Lecture 1967". Journal of the British Archaeological Association. XXXII: 1-25. doi:10.1080/00681288.1969.11894883.

- Also published as a hardcover offprint. See OCLC 926900345

- ——— (1969). "The Ruined Church of Stone-by-Faversham: Appendix III, The Amber Pendant". The Antiquaries Journal. Society of Antiquaries of London. XLIX (2): 292-293. doi:10.1017/S0003581500053798. S2CID 161808688.
- ——— & Bruce-Mitford, Myrtle (marts 1970). "The Sutton Hoo Lyre, Beowulf, and the Origins of the Frame Harp". Antiquity. XLIV (173): 7-13. doi:10.1017/S0003598X00040916.

- Edited and republished in Bruce-Mitford 1974a, ch. 7

- ——— (juni 1970). "Ships' Figure-heads in the Migration Period and Early Middle Ages". Antiquity. XLIV (174): 146-148. doi:10.1017/S0003598X00104764. S2CID 163282907.

- Edited and republished in Bruce-Mitford 1974a, ch. 6

- ——— (Spring 1971). "Envoi". The British Museum Quarterly. British Museum. XXXV (1-4): 8-16. doi:10.2307/4423066. JSTOR 4423066.
- ——— (Autumn 1972). "The Sutton Hoo Helmet: A New Reconstruction". The British Museum Quarterly. British Museum. XXXVI (3-4): 120-130. doi:10.2307/4423116. JSTOR 4423116.

- Edited and republished in Bruce-Mitford 1974a, ch. 8

- ——— (februar 1973). "Sutton Hoo drinking horns". The British Museum Society Bulletin (12): 20.
- ——— (1974b). "Exhibits at Ballots: 5. A replica of the Sutton Hoo helmet made in the Tower Armouries, 1973". The Antiquaries Journal. LIV (2): 285-286. doi:10.1017/S0003581500042529. S2CID 246055329.
- ——— (1974c). "Exhibits at Ballots: 6. Anglo-Saxon gold sword mount from Maidstone, Kent". The Antiquaries Journal. LIV (2): 286. doi:10.1017/S0003581500042529. S2CID 246055329.
- ——— (februar 1974d). "The Sutton Hoo Helmet". The British Museum Society Bulletin (15): 6-7.
  - Edited and republished in Bruce-Mitford 1974b
- ——— (marts 1975). "New Galleries for Medieval and Later Antiquities". The British Museum Society Bulletin (18): 6-7.
- ——— (1977). "Obituary: Basil Brown" (PDF). Proceedings of the Suffolk Institute of Archaeology. Ipswich. XXXIV (1): 71.
- ——— (januar 1978b). "The Archaeologist". Antique Collector. London: National Magazine Company LTD. 49 (1): 68-69.
- ——— (1980). "Obituary: Leslie Dow, F.S.A" (PDF). Proceedings of the Suffolk Institute of Archaeology. Ipswich. XXXIV (4): 287-288.
- ——— (december 1982). "The Sutton Hoo Helmet-Reconstruction and the Design of the Royal Harness and Sword-Belt: A Reply to Hofrat Dr. Ortwin Gamber with some additional comments on the Sutton Hoo Arms and Armour". The Journal of the Arms & Armour Society. London. X (6): 217-274. ISSN 0004-2439.
  - Response to: Gamber, Ortwin (december 1982). "Some Notes on the Sutton Hoo Military Equipment". The Journal of the Arms & Armour Society. London. X (6): 208-216. ISSN 0004-2439.
- Bruce-Mitford, Rupert (1989a). "Early Thoughts on Sutton Hoo" (PDF). Saxon (10). Arkiveret fra originalen (PDF) 18. december 2021. Hentet 1. februar 2024.
- ——— (1989b). Anglo-Saxon and Mediaeval Archaeology, History and Art, with special reference to Sutton Hoo: The highly important Working Library and Archive of more than 6,000 titles formed by Dr. Rupert L.S. Bruce-Mitford FBA, D.Litt., FSA. Wickmere: Merrion Book Co. OCLC 858531182.
  - Includes prefatory essays My Japanese Background and Forty Years with Sutton Hoo by Bruce-Mitford.

### Kapitler
- Bruce-Mitford, Rupert (1952). "The Sutton Hoo Ship-Burial".  I Hodgkin, Robert Howard (red.). A History of the Anglo-Saxons. Vol. II (3rd udgave). London: Oxford University Press. s. 696-734, 750-756.

- Footnote 21 edited and republished in Bruce-Mitford 1974a, ch. 9

- ——— (1953). "Some recent results of the application of laboratory technique to antiquities of the Anglo-Saxon period in Britain".  I Vogt, Emil (red.). Actes de la IIIe session: Zurich, 1950. Zurich: Congrès International des Sciences Préhistoriques et Protohistoriques. s. 321-323. OCLC 797756211.
- ——— (1954). "Preface".  I Lasko, Peter (red.). Catalogue of an Exhibition of Ivory Carvings Lent by the City of Liverpool Public Museums, Mostly from the Mayer-Fejervary Collection. London: Trustees of the British Museum. s. 3. OCLC 30175308.
- ———, red. (1956). Recent Archaeological Excavations in Britain: Selected Excavations 1939–1955 with a Chapter on Recent Air-Reconnaissance. New York: Macmillan.
  - Contains ——— (1956). "A Dark-Age Settlement at Mawgan Porth, Cornwall".  I Bruce-Mitford, Rupert (red.). Recent Archaeological Excavations in Britain: Selected Excavations 1939–1955 with a Chapter on Recent Air-Reconnaissance. New York: Macmillan. s. 167-196.
    - Briefly summarised in Griffiths, W. E. (maj 1955). "The Second Viking Congress". The Archaeological News Letter. Linden Publicity. 5 (1): 17-19.

  - Contains ——— (1956). "Treasure Trove: A Note on Law and Practice".  I Bruce-Mitford, Rupert (red.). Recent Archaeological Excavations in Britain: Selected Excavations 1939–1955 with a Chapter on Recent Air-Reconnaissance. New York: Macmillan. s. 297-301.
- ——— & Harden, Donald Benjamin (1956). "Edward Thurlow Leeds: 1877–1955".  I Harden, Donald Benjamin (red.). Dark-Age Britain: Studies presented to E. T. Leeds with a bibliography of his works. London: Methuen & Co. Ltd. s. ix-xvi.
- ——— (1956). "Late Saxon Disc-Brooches".  I Harden, Donald Benjamin (red.). Dark-Age Britain: Studies presented to E. T. Leeds with a bibliography of his works. London: Methuen & Co. Ltd. s. 171–201.

- Republished in part in Bruce-Mitford 1964b, app'x B
- Edited and republished in Bruce-Mitford 1974a, ch. 15

- ——— (1956). "The Pectoral Cross".  I Battiscombe, Christopher Francis (red.). The Relics of Saint Cuthbert. Oxford: Oxford University Press. s. 308-325, 542-544.
- ——— (1964). "Preface & Appendix B: Iconography of the Fuller Brooch".  I Wilson, David M. (red.). Anglo-Saxon Ornamental Metalwork 700–1100. Catalogue of Antiquities of the Later Saxon Period. Vol. I. London: The Trustees of the British Museum. s. v, 91-98. OCLC 886634250.
- ——— (1967). "The Reception by the Anglo-Saxons of Mediterranean Art Following their Conversion from Ireland to Rome". La conversione al Cristianesimo nell'Europa dell'Alto Medioevo: 14–19 aprile 1966. Settimane di studio del Centro italiano di studi sull'alto Medioevo. Vol. 14. Spoleto: Centro Italiano di Studi sull'Alto Medioevo. s. 797-825.
- ——— (1967). "The Lindisfarne Gospels". Great Books of Ireland: Thomas Davis Lectures. Dublin: Clonmore & Reynolds Ltd. s. 26-37. OCLC 20194.
- ——— (1970). "Preface".  I Grohskopf, Bernice (red.). The Treasure of Sutton Hoo. New York: Atheneum. s. vii-x. LCCN 74-86555.
- ——— (1971). "Medieval and Later Antiquities".  I Francis, Frank (red.). Treasures of the British Museum. London: Thames & Hudson. s. 179-209. ISBN 0-500-18125-X.
- ——— (1971). "Sutton Hoo and the Background to the Poem".  I Girvan, Ritchie (red.). Beowulf and the Seventh Century: Language and Content (2nd udgave). London: Methuen & Co. Ltd. s. 85-98.

- Edited and republished in Bruce-Mitford 1974a, ch. 12

- ——— (1972). "The Dating of the Sutton Hoo Coins: Some Comments".  I Hall, E. T. & Metcalf, David Michael (red.). Methods of Chemical and Metallurgical Investigation of Ancient Coinage: A Symposium Held by the Royal Numismatic Society at Burlington House, London on 9-11 December 1970. Royal Numismatic Society Special Publication. Vol. 8. London: Royal Numismatic Society. s. 108-109. OCLC 962994865.
- ——— (1976). "The Chapter House Vestibule Graves at Lincoln and the Body of St. Hugh of Avalon".  I Emmison, Frederick & Stephens, Roy (red.). Tribute to an Antiquary: Essays presented to Marc Fitch by some of his friends. London: Leopard's Head Press. s. 127–140. ISBN 0-904920-00-3.
- ——— (1976). "Excavation at the Sutton Hoo Site, England, 1969".  I Oehser, Paul Henry (red.). Abstracts and reviews of research and exploration authorized under grants from the National Geographic Society during the year 1968. National Geographic Society Research Reports. Vol. 9. Washington, D.C.: National Geographic Society. s. 49-52. LCCN 68-26794. SBN 87044-136-1. Skabelon:Free access
- ——— (1978). "A Comparison Between the Sutton Hoo Burial Deposit and Childeric's Treasure". Actes du Colloque International d'Archéologie, Rouen 3-4-5 Juillet 1975: La Période Mérovingienne. Vol. III. Rouen: Musée départemental des antiquités de Seine-Maritime. s. 365-372. OCLC 633625288.
- ——— (1978). "La Matériel archéologique de la sépulture royale de Sutton Hoo (Grand-Bretagne, Suffolk): dernier bilan des recherches" [The archaeological material of the royal burial of Sutton Hoo (Great Britain, Suffolk): latest research report].  I Fleury, Michel & Périn, Patrick (red.). Problèmes de chronologie relative et absolue concernant les cimetières mérovingiens d'entre Loire et Rhin: Actes du IIe colloque archéologique de la IVe Section de l'Ecole pratique des Hautes Etudes (Paris, 1973) [Problems of relative and absolute chronology concerning the Merovingian cemeteries between Loire and Rhine: Proceedings of the 2nd archaeological colloquium of the 4th Section of the École pratique des hautes études (Paris, 1973)]. Bibliothèque de l'Ecole des hautes études: IVe Section — Sciences historiques et philologiques (fransk). Vol. 326. Paris: Librairie Honoré Champion. s. 13-17. OCLC 932310155.
- ——— & Wilson, David M. (1979). "Die Angelsachsen" [The Anglo-Saxons].  I Roth, Helmut (red.). Kunst der Völkerwanderungszeit [Art of the Migration Period]. Propyläen Kunstgeschichte: Supplementbänd (tysk). Vol. IV. Berlin: Propyläen Verlag. s. 206-222. OCLC 1078702695.
- ——— (1986). "The Sutton Hoo Ship-Burial: Some Foreign Connections". Angli e Sassoni al di qua e al di là del mare: 26 aprile-lo maggio 1984. Settimane di studio del Centro italiano di studi sull'alto Medioevo. Vol. XXXII. Spoleto: Centro italiano di studi sull'alto Medioevo. s. 171-210.
- ——— (1987). "Ireland and the Hanging Bowls—A Review".  I Ryan, Michael (red.). Ireland and Insular Art, A.D. 500–1200: Proceedings of a Conference at University College Cork, 31 October-3 November 1985. Dublin: Royal Irish Academy. s. 30-39. ISBN 0-901714-54-2.
- ——— (1989). "The Durham-Echternach Calligrapher".  I Bonner, Gerald; Rollason, David & Stancliffe, Clare (red.). St Cuthbert, His Cult and His Community to AD 1200. Woodbridge, Suffolk: The Boydell Press. s. 175-188. ISBN 0-85115-510-3. LCCN 88-16805.
- ——— (1991). "Thomas Downing Kendrick: 1895–1979" (PDF). Lectures and Memoirs. Proceedings of the British Academy. Vol. 76. Oxford: Oxford University Press. s. 445-471. ISBN 0-19-726107-8. ISSN 0068-1202. Skabelon:Free access

### Review
- Bruce-Mitford, Rupert (1945). "Review of London Museum Catalogues, No. 7: Medieval Catalogue" (PDF). The Archaeological Journal. London: The Royal Archaeological Institute of Great Britain and Ireland. CII: 173-174. doi:10.5284/1018054.
- ——— (november 1948). "Review of Medieval English Pottery, by Bernard Rackham". The Archaeological News Letter. Linden Publicity. 1 (7): 7.
- ——— (juni 1949). "Review of Essai sur les Origines de la Miniature Dite Irlandaise, by François Masai". New Books Reviewed. The Connoisseur. CXXIII (512): 126. ISSN 0010-6275.
- ——— (august 1949). "Review of Late Saxon and Viking Art, by T. D. Kendrick". The Archaeological News Letter. Linden Publicity. 2 (4): 61-62.
- ——— (januar-april 1950). "Review of Nubian Treasure, by Walter B. Emery". The Antiquaries Journal. Society of Antiquaries of London. XXX (1-2): 76-80. doi:10.1017/S0003581500088259. S2CID 163791671.{{cite journal}}:  CS1-vedligeholdelse: Dato-format (link)
- ——— (september 1950). "Review of Merowingerzeit, by Gustav Behrens". Antiquity. XXIV (95): 163-164. doi:10.1017/S0003598X00023243. S2CID 162972699.

- Republished in ——— (juni 1951). "Review of Merowingerzeit, by Gustav Behrens". Antiquity. XXV (98): 107-108. doi:10.1017/S0003598X00021001. 

- ——— (december 1950). "Review of Culture in Early Anglo-Saxon England, by D. Elizabeth Martin-Clarke". Antiquity. XXIV (96): 211-212. doi:10.1017/S0003598X00023462. S2CID 163141521.
- ——— (august 1951). "Review of The Coffin of Saint Cuthbert, by Donald McIntyre". The Burlington Magazine. XCIII (581): 274. JSTOR 870757.
- ——— (29. maj 1952). "Review of Pre-Conquest England and Byzantium, by David Talbot Rice". Summer Books. The Listener. London: The British Broadcasting Corporation. XLVII (1213): 879.
- ——— (14. maj 1954). "Boats of the North". History. The Times Literary Supplement. No. 2728. London. s. 314. Arkiveret fra originalen 9. maj 2023. Hentet 1. februar 2024.
- ——— (juli-oktober 1954). "Review of Der Tassilokelch, by Gunther Haseloff". The Antiquaries Journal. Society of Antiquaries of London. XXXIV (3-4): 245-246. doi:10.1017/S0003581500060042. S2CID 162310675.{{cite journal}}:  CS1-vedligeholdelse: Dato-format (link)
- ——— (juli-oktober 1954). "Review of Die langobardischen Fibeln aus Italien, by Siegfried Fuchs and Joachim Werner". The Antiquaries Journal. Society of Antiquaries of London. XXXIV (3-4): 246-247. doi:10.1017/S0003581500060054. S2CID 163720738.{{cite journal}}:  CS1-vedligeholdelse: Dato-format (link)
- ——— (juli-oktober 1954). "Review of Das Alamannische Gräberfeld von Bülach, by Joachim Werner". The Antiquaries Journal. Society of Antiquaries of London. XXXIV (3-4): 247. doi:10.1017/S0003581500060066. S2CID 162670894.{{cite journal}}:  CS1-vedligeholdelse: Dato-format (link)
- ——— (december 1954). "Review of The English Windmill, by Rex Wailes". The Archaeological News Letter. Linden Publicity. 5 (7): 128.
- ——— (januar-april 1956). "Review of Oreficerie Langobarde a Parma, by Giorgio Monaco". The Antiquaries Journal. Society of Antiquaries of London. XXXVI (1-2): 99-100. doi:10.1017/S0003581500060595. S2CID 162256332.{{cite journal}}:  CS1-vedligeholdelse: Dato-format (link)
- ——— (januar-april 1957). "Review of Fynske Jernaldergrave II: Ældre romersk jernalder, by Erling Albrechtsen". The Antiquaries Journal. Society of Antiquaries of London. XXXVII (1-2): 79-80. doi:10.1017/S0003581500077441. S2CID 162911783.{{cite journal}}:  CS1-vedligeholdelse: Dato-format (link)
- ——— (1958). "Review of Early Christian Ireland, by Máire and Liam de Paor" (PDF). Medieval Archaeology. London: The Society for Medieval Archaeology. 2: 214-217. doi:10.5284/1000320.
- ——— (september 1959). "Review of The Beginnings of Christian Art, by David Talbot Rice". Antiquity. XXXIII (131): 226-227. doi:10.1017/S0003598X00027551. S2CID 163981765.
- ——— (1962). "Review of The Sword in Anglo-Saxon England: Its Archaeology and Literature, by Hilda Ellis Davidson" (PDF). The Archaeological Journal. London: The Royal Archaeological Institute. CXIX: 367. doi:10.5284/1018054.
- ——— (1962). "Review of Excavations at Helgö, I: Report for 1954–1956, edited by Wilhelm Holmqvist in collaboration with Birgit Arrhenius and Per Lundström". The Antiquaries Journal. Society of Antiquaries of London. XLII (1): 99-100. doi:10.1017/S000358150002415X.
- ——— (juni 1962). "Review of Archäologische Denkmäler der Gepiden im Mitteldonaubecken (454–568 u. Z.), by Dezsö Csallány". Museums Journal. London: The Museums Association. 62 (1): 354-355.
- ——— (1962-1963). "Review of Ladby-Skibet, by Knud Thorvildsen" (PDF). Medieval Archaeology. Society for Medieval Archaeology. 6-7: 353-356. doi:10.5284/1000320.{{cite journal}}:  CS1-vedligeholdelse: Dato-format (link)
- ——— (22. februar 1963). "The Third Great Codex: The Book of Durrow's Place in the Celtic World". The Times Literary Supplement. No. 3182. London. s. 143. Arkiveret fra originalen 9. oktober 2023. Hentet 1. februar 2024.
- ——— (1965). "Review of The Fifth Century Invasions South of the Thames, by Vera Evison". The Archaeological Journal. London: The Royal Archaeological Institute. CXXII: 247-249. doi:10.1080/00665983.1965.11077377.
- ——— (1967). "Review of Three Viking Graves in the Isle of Man, by Gerhard Bersu and David M. Wilson" (PDF). Medieval Archaeology. Society for Medieval Archaeology. 11: 332-334. doi:10.5284/1000320.
- ——— (28. maj 1971). "Topographical Past". History. The Times Literary Supplement. No. 3613. London. s. 612. Arkiveret fra originalen 9. oktober 2023. Hentet 1. februar 2024.
- ——— (august 1971). "Review of Early Celtic Art, by Paul Jacobstahl". The Burlington Magazine. CXIII (821): 478. JSTOR 876721.
- ——— (1975). "Review of Britain before the Norman Conquest". The Antiquaries Journal. Society of Antiquaries of London. LV (1): 155. doi:10.1017/S0003581500035733. S2CID 162394640.
- ——— (1985). "Review of Vendel Period Studies: Transactions of the Boat-grave Symposium, Stockholm, 1981, edited by Jan Peder Lamm and Hans-Åke Nordström" (PDF). Medieval Archaeology. Society for Medieval Archaeology. 29: 231-233. doi:10.1080/00766097.1985.11735471.
- ——— (4. januar 1985). "The Age of the Cross". Art History. The Times Literary Supplement. No. 4266. London. s. 21. Arkiveret fra originalen 4. april 2023. Hentet 1. februar 2024.
- ——— (1986). "Review of Corpus of Anglo-Saxon Sculpture in England, Vol. I: County Durham and Northumberland, by Rosemary Cramp". The Antiquaries Journal. Society of Antiquaries of London. LXVI (1): 179-181. doi:10.1017/S0003581500085000.
- ——— (1988). "Review of The Sutton Hoo Ship Burial, by Angela Care Evans". The Antiquaries Journal. Society of Antiquaries of London. LXVIII (2): 356-357. doi:10.1017/S0003581500069882. S2CID 163211667.
- ——— (1988). "Review of From Durrow to Kells: The Insular Gospel-Books 650–800, by George Henderson". The Antiquaries Journal. Society of Antiquaries of London. LXVIII (2): 359-360. doi:10.1017/S0003581500069912. S2CID 161482786.
- ——— (11. november 1988). "The Sign of the Cross". Archaeology. The Times Literary Supplement. No. 4467. London. s. 1256. Arkiveret fra originalen 9. oktober 2023. Hentet 1. februar 2024.
- ——— (1993). "Review of The Origins of Beowulf and the Pre-Viking Kingdom of East Anglia, by Sam Newton". The Antiquaries Journal. Society of Antiquaries of London. LXXIII: 210-211. doi:10.1017/S0003581500071985. S2CID 164034442.

### Andet
- Sheppard, Thomas (februar 1940). "Saxon Remains at Barton, Part II". The Naturalist. London: A. Brown & Sons, Ltd. (997): 37-47. Skabelon:Free access

- Contains (at pp. 40–42) letter by Bruce-Mitford on weights and scales excavated at Barton-upon-Humber. Part I of the article published at Sheppard, Thomas (oktober 1939). "Saxon Relics from Barton, Lincs". The Naturalist. London: A. Brown & Sons, Ltd. (993): 257-262. Skabelon:Free access

- "The Sutton Hoo Musical Instrument". Reports of Meetings. The Archaeological News Letter. London: Linden Publicity. 1 (1): 11-13. april 1948.

- Summary of lecture given by Bruce-Mitford to the Society of Antiquaries of London on 26 February 1948.

- Bruce-Mitford, Rupert (maj 1949). "The Alfred Jewel". Letters to the Editor. The Museums Journal. London: The Museums Association. 49 (2): 47-48.
- ——— (1950). "Gold and Silver Work: Early Christian". Chambers's Encyclopædia. Vol. VI. London: George Newnes Limited. s. 418-419.
- ——— (1950). "Jewellery: Dark Ages". Chambers's Encyclopædia. Vol. VIII. London: George Newnes Limited. s. 87-89.
- ——— (oktober 1951). "Archaeology in Cornwall". Letters. The Archaeological News Letter. London: Linden Publicity. 4 (3): 43.
- ——— (1955). "Sutton Hoo Ship Burial". The Encyclopedia Americana. Vol. 26. New York: Americana Corporation. s. 104. LCCN 55-5910.

- Republished in subsequent editions, such as ——— (1956). "Sutton Hoo Ship Burial". The Encyclopedia Americana. Vol. XXVI. New York: Americana Corporation. s. 104-104b. LCCN 56-5839, and ——— (1970). "Sutton Hoo Ship Burial". The Encyclopedia Americana. Vol. 26. New York: Americana Corporation. s. 103-104b. LCCN 72-97500. SBN 7172-0101-5.

- ——— (september 1955). "Points from Correspondence". The South African Archaeological Bulletin. Claremont, Cape Town: The South African Archaeological Society. X (39): 104. doi:10.2307/3887567. JSTOR 3887567.
- ——— (1956). "Preface to Second Edition".  I Watson, William (red.). Flint Implements: An Account of Stone Age Techniques and Cultures. London: The Trustees of the British Museum. s. v.

- ——— (1968). "Preface to Third Edition".  I Watson, William (red.). Flint Implements: An Account of Stone Age Techniques and Cultures. London: The Trustees of the British Museum. s. 6. ISBN 0-7141-1306-9.

- ——— (juni 1956). "The Woman in Grey". Under the Dome. London: British Museum. 15 (6): 2-4. OCLC 561848219.

- Short ghost story.

- ——— (1958). "Anglo-Sassoni e Irlandesi Centri e Tradizioni". Enciclopedia Universale dell'Arte (italiensk). Vol. I. Venice: Istituto per la Collaborazione Culturale. col. 408–425, pl. 248–265.

- Translated and republished as ——— (1959). "Anglo-Saxon and Irish Art". Encyclopedia of World Art. Vol. I. New York: McGraw-Hill Book Company, Inc. col. 446–463, pl. 274–291.

- ——— (1961). "Revival of Roman influences in the 7th and 8th centuries in Anglo-Saxon Archaeology".  I Bersu, Gerhard & Dehn, Wolfgang (red.). Bericht über den V. Internationalen Kongress für Vor- und Frühgeschichte Hamburg vom 24. bis 30. August, 1958. Berlin: Verlag Gebr. Mann. s. 158. OCLC 1046238019.
- ——— (19. juli 1963). "Mr. A. B. Tonnochy". Obituary. The Times. No. 55757. London. s. 14. Arkiveret fra originalen 4. april 2023. Hentet 1. februar 2024.
- ——— (23. juli 1965). "Mr. Herbert Maryon". Obituary. The Times. No. 56381. London. s. 14. Arkiveret fra originalen 5. november 2023. Hentet 1. februar 2024.
- ——— & Jenkins, Gilbert Kenneth (29. november 1966). "Treasure Trove". Letters to the Editor. The Times. No. 56801. London. s. 11. Arkiveret fra originalen 9. maj 2023. Hentet 1. februar 2024.
- ——— (1967). "Anglo-Saxon Ship-burials". The Twentieth Aldeburgh Festival of Music and the Arts. s. 33.
- ——— (1967). "Celtic Art". New Catholic Encyclopedia. Vol. III. New York: McGraw-Hill Book Company. s. 382-383. LCCN 66-22292.

- LCCN incorrectly printed as Skabelon:LCCN.

- ——— (1967). "Durrow, Book of". New Catholic Encyclopedia. Vol. IV. New York: McGraw-Hill Book Company. s. 1123-1124. LCCN 66-22292.

- ——— (2003). "Durrow, Book of". New Catholic Encyclopedia. Vol. 4 (2nd udgave). Detroit: Thomson Gale. s. 953-954. ISBN 0-7876-4008-5.

- ——— (1967). "Irish Art". New Catholic Encyclopedia. Vol. VII. New York: McGraw-Hill Book Company. s. 633-666. LCCN 66-22292.
- ——— (1967). "Irish Crosses". New Catholic Encyclopedia. Vol. VII. New York: McGraw-Hill Book Company. s. 644-645. LCCN 66-22292.

- ——— (2003). "Irish Crosses". New Catholic Encyclopedia. Vol. 7 (2nd udgave). Detroit: Thomson Gale. s. 583-584. ISBN 0-7876-4011-5.

- ——— (1967). "Kells, Book of". New Catholic Encyclopedia. Vol. VIII. New York: McGraw-Hill Book Company. s. 145-146. LCCN 66-22292.

- ——— (2003). "Kells, Book of". New Catholic Encyclopedia. Vol. 8 (2nd udgave). Detroit: Thomson Gale. s. 138-139. ISBN 0-7876-4012-3.

- ——— (1967). "Lindisfarne Gospels". New Catholic Encyclopedia. Vol. VIII. New York: McGraw-Hill Book Company. s. 771. LCCN 66-22292.

- ——— (2003). "Lindisfarne Gospels". New Catholic Encyclopedia. Vol. 8 (2nd udgave). Detroit: Thomson Gale. s. 593-594. ISBN 0-7876-4012-3.

- ——— (1969). "Preface".  I Zürn, Hartwig & Schiek, Siegwalt (red.). Die Sammlung Edelmann im Britischen Museum zu London [The Edelmann Collection in the British Museum in London]. Urkunden zur Vor- und Frühgeschichte aus Südwürttemberg-Hohenzollern (tysk). Vol. 3. Stuttgart: Verlag Müller & Gräff. s. 5. OCLC 17063707.
- ——— (2. februar 1971). "Sutton Hoo Stag". Letters to the Editor. The Times. No. 58088. London. s. 15. Arkiveret fra originalen 9. maj 2023. Hentet 1. februar 2024.
- ——— (27. juli 1971). "Treasure Trove". Letters to the Editor. The Times. No. 58235. London. s. 20. Arkiveret fra originalen 27. september 2022. Hentet 1. februar 2024.
- ——— (23. marts 1977). "Mr Basil Brown: Discovery of Sutton Hoo Ship". Obituary. The Times. No. 59959. London. s. 18. Arkiveret fra originalen 9. maj 2023. Hentet 1. februar 2024.
- ——— (12. december 1979). "Mr Leslie Dow". Obituary. The Times. No. 60498. London. s. 16. Arkiveret fra originalen 4. april 2023. Hentet 1. februar 2024.

- Not attributed to Bruce-Mitford in The Times, but listed in Bruce-Mitford 1989b, p. 28 (#55).

- ——— (11. marts 1980). "A Long Way Back in Tipperary". Letters to the Editor. The Times. No. 60572. London. s. 13. Arkiveret fra originalen 4. april 2023. Hentet 1. februar 2024.
- ——— (28. august 1989). "Ship or Tomb at Sutton Hoo?". Letters to the Editor. The Times. No. 63484. London. s. 11. Arkiveret fra originalen 27. september 2022. Hentet 1. februar 2024.
- Oddy, Andrew & Bruce-Mitford, Rupert (1. maj 1992). "Nigel Reuben Rook Williams, 1944–1992: Two Tributes". Unpublished.